# Corinne Niogret
Corinne Mireille Dominique Niogret (Nantua, 20 de noviembre de 1972) es una deportista francesa que compitió en biatlón.
Participó en cuatro Juegos Olímpicos de Invierno, entre los años 1992 y 2002, obteniendo en total dos medallas: oro en Albertville 1992 y bronce en Lillehammer 1994. Ganó 15 medallas en el Campeonato Mundial de Biatlón entre los años 1993 y 2001, y dos medallas de oro en el Campeonato Europeo de Biatlón de 1995.

## Palmarés internacional
| Juegos Olímpicos   | Juegos Olímpicos        | Juegos Olímpicos  | Juegos Olímpicos |
| Año                | Lugar                   | Medalla           | Prueba           |
| ------------------ | ----------------------- | ----------------- | ---------------- |
| 1992               | Albertville (Francia)   | Medalla de oro    | Relevo           |
| 1994               | Lillehammer (Noruega)   | Medalla de bronce | Relevo           |
| Campeonato Mundial |                         |                   |                  |
| Año                | Lugar                   | Medalla           | Prueba           |
| 1993               | Borovets (Bulgaria)     | Medalla de oro    | Equipo           |
| 1993               | Borovets (Bulgaria)     | Medalla de plata  | Relevo           |
| 1994               | Canmore (Canadá)        | Medalla de bronce | Equipo           |
| 1995               | Antholz (Italia)        | Medalla de oro    | Individual       |
| 1995               | Antholz (Italia)        | Medalla de plata  | Relevo           |
| 1995               | Antholz (Italia)        | Medalla de bronce | Velocidad        |
| 1995               | Antholz (Italia)        | Medalla de bronce | Equipo           |
| 1996               | Ruhpolding (Alemania)   | Medalla de plata  | Relevo           |
| 1996               | Ruhpolding (Alemania)   | Medalla de bronce | Equipo           |
| 1998               | Pokljuka (Eslovenia)    | Medalla de plata  | Persecución      |
| 1999               | Kontiolahti (Finlandia) | Medalla de plata  | Individual       |
| 1999               | Kontiolahti (Finlandia) | Medalla de bronce | Relevo           |
| 2000               | Oslo (Noruega)          | Medalla de oro    | Individual       |
| 2000               | Oslo (Noruega)          | Medalla de bronce | Salida en grupo  |
| 2001               | Pokljuka (Eslovenia)    | Medalla de plata  | Persecución      |
| Campeonato Europeo |                         |                   |                  |
| Año                | Lugar                   | Medalla           | Prueba           |
| 1995               | Grand-Bornand (Francia) | Medalla de oro    | Velocidad        |
| 1995               | Grand-Bornand (Francia) | Medalla de oro    | Relevo           |